# Rickenbacker 4003
Il Rickenbacker 4003 è un basso elettrico prodotto dalla Rickenbacker dal 1980 e ancora in produzione; è il successore del modello 4001, del quale ricalca la forma e molte altre caratteristiche, quali ad esempio la costruzione e i legni utilizzati, il "rick-o-sound" e il doppio truss rod.
I primi esemplari montavano pick-up high gain single coil sia al ponte che al manico, un ponte con string muting (un sistema che permetteva ad un cuscinetto in gomma di appoggiarsi sulle corde attenuandone il sustain), un battipenna in due pezzi e delle meccaniche Grover chiuse.
Per richiamare la forma dell'"horse shoe" al pick-up al ponte è stata installata una copertura in plastica cromata sopra le corde, spesso rimossa dai musicisti per avere più libertà di movimento.